# Kirchberg (Baviera)
Kirchberg è un comune tedesco di 898 abitanti, situato nel land della Baviera.

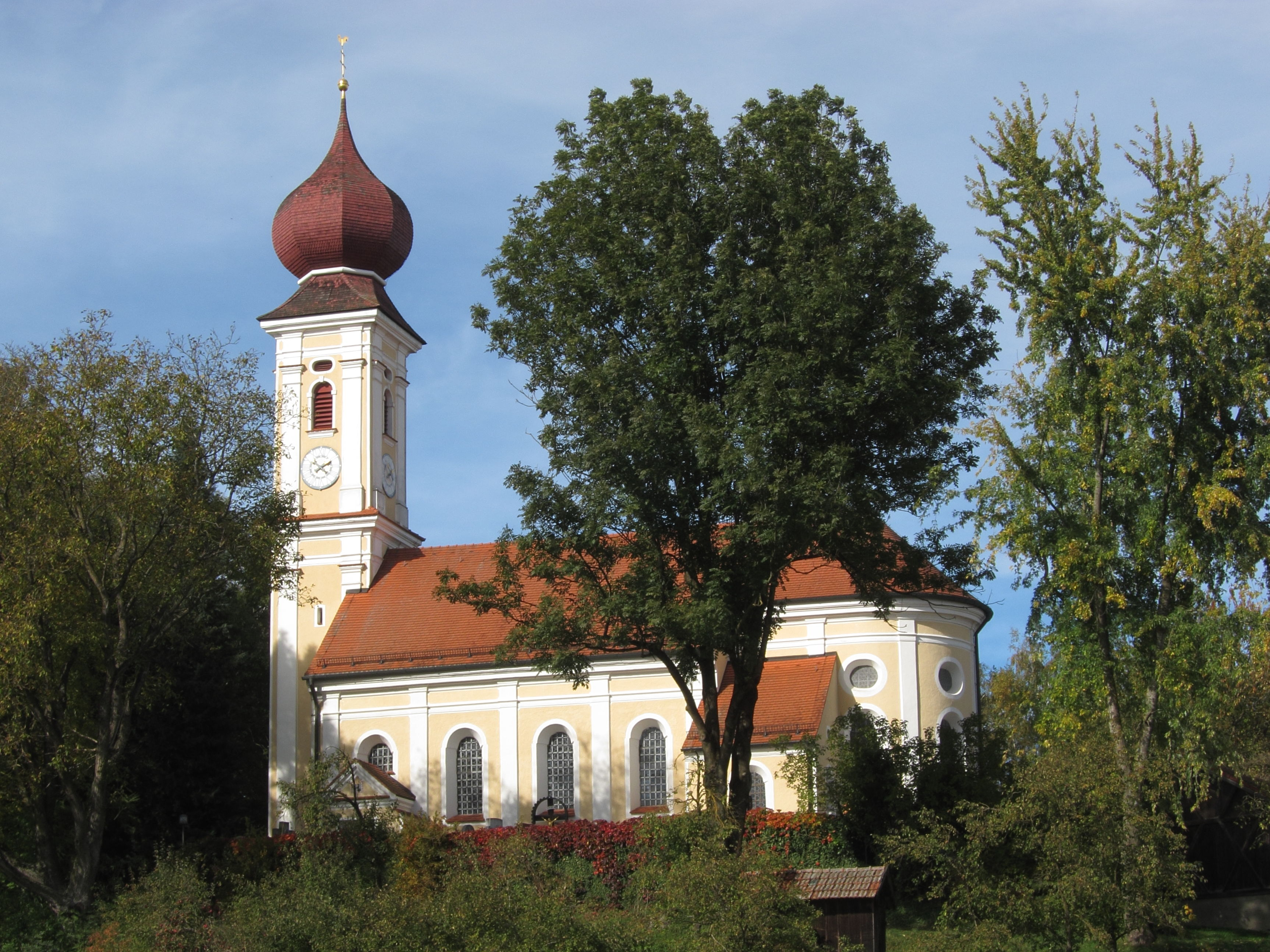